# جنگ دوم دیادوخوی
جنگ دوم دیادوخوی یک درگیری بین ائتلاف پلی‌پرخون (به عنوان نایب السلطنه)، المپیاس و ائومنس و ائتلاف کاساندر، آنتیگون یکم، بطلمیوس یکم و لوسیماخوس پس از مرگ پدر کاساندر، آنتیپاتر (نایب السلطنه پیشین) بود.

## پیش‌زمینه
مرگ غیرمنتظره اسکندر مقدونی امپراتوری وسیع و تازه ایجاد شده او را بدون جانشین مشخصی رها کرد. این فقدان یک ترتیب مشخص برای جانشینی در نهایت منجر به جنگ بین ژنرال‌های ارشد او، معروف به دیادوخوی‌ها شد. در طی یک سری از اتحادهای ناپایدار، آنها اقدام به جدا کردن پادشاهی‌ها و امپراتوری‌های مستقل از فتوحات اسکندر کردند.
پس از اولین درگیری، آنتی‌پاتر در عمل فرمانروای سرزمین‌های اروپایی اسکندر شد، در حالی که آنتیگون موقعیت مشابه‌ای را در آسیا به دست آورد، موقعیتی که آنتیگون باید از طریق لشکرکشی سخت و نبردهای متعدد به دست می‌آورد. در سال ۳۱۹ پیش از میلاد، هنگامی که آنتی‌پاتر درگذشت، او بر خلاف پسرش کاساندر، قلمرو خود را به دست فرمانده سپاهش، پلی‌پرخون، واگذار کرد. با این حال، کاساندر از حمایت آنتیگون و بطلمیوس یکم برخوردار بود، در حالی که پلی‌پرخون توسط ائومنس که فرماندهی ارتش کوچکی در کاپادوکیه را بر عهده داشت، حمایت می‌شد.

## جنگ
در آغاز سال ۳۱۸ پیش از میلاد، آریدایوس، فرماندار فریگیه هلسپونت، سعی کرد شهر سیزیک را تصرف کند. آنتیگون، به عنوان استراتیگوس آسیا، این را به عنوان چالشی برای قدرت خود در نظر گرفت و ارتش خود را از مناطق زمستانی فراخواند. او ارتشی را علیه آریدایوس فرستاد، در حالی که خود با لشکر اصلی به لیدیه علیه فرماندار آن کلیتوس لشکرکشی می‌کرد تا او را از لیدیه بیرون کرد.
کلیتوس به مقدونیه گریخت و به پلی‌پرخون، نایب السلطنه جدید امپراتوری پیوست و تصمیم گرفت ارتش خود را به سمت جنوب حرکت دهد تا شهرهای یونانی را مجبور کند که در مقابل کاساندر و آنتیگون قرار گیرند. کاساندر که با نیروها و ناوگانی توسط آنتیگون تقویت شده بود، به سمت آتن رفت و تلاش‌های پلی‌پرخون برای تصرف شهر را ناکام گذاشت. پلی‌پرخون از آتن به سمت مگالوپولیس حرکت کرد که با کاساندر روبرو شده و شهر را محاصره کرد. در نهایت محاصره شکست خورد و او مجبور به عقب‌نشینی شد و بیشتر شهرهای یونان را از دست داد. سرانجام پلی‌پرخون با نوزاد اسکندر تا اپیروس عقب‌نشینی کرد. در آنجا او با المپیاس مادر اسکندر متحد شد و دوباره به مقدونیه حمله کرد. پادشاه فیلیپ سوم، برادر ناتنی اسکندر، که به درخواست همسرش اوریدیک به طرف کاساندر پناهنده شده و مجبور به فرار شد، اما در آمفیپولیس دستگیر شد و اعدام شد و همسرش هم به اجبار دست به خودکشی زد.  کاساندر یک بار دیگر مقدونیه را تصرف کرد. المپیاس به قتل رسید و کاساندر کنترل نوزاد و مادرش را به دست آورد. سرانجام کاساندر به قدرت مطلق بخش اروپایی امپراتوری تبدیل شد و بر مقدونیه و بخش‌های بزرگی از یونان حکومت کرد.
در همین حال، ائومنس که لشکری اندک در کاپادوکیه گرد آورده بود، وارد ائتلاف پلی‌پرخون و المپیاس شد. او ارتش خود را به خزانه سلطنتی در کیندای کیلیکیه برد و از بودجه آن برای استخدام مزدوران استفاده کرد. او همچنین وفاداری ۶۰۰۰ نفر از کهنه سربازان اسکندر، آگیراسپیدها (سپرهای نقره ای) و هیپاسپیست‌ها را که در کیلیکیه مستقر بودند، بدست آورد. در بهار ۳۱۷ پیش از میلاد، او ارتش خود را به فنیقه رساند و نیروی دریایی را نیز پلی‌پرخون تشکیل داد. آنتیگون بقیه سال ۳۱۸ را صرف تحکیم موقعیت خود و جمع‌آوری ناوگان کرده بود. او اکنون از این ناوگان (تحت فرماندهی نیکانور که از آتن بازگشته بود) علیه علیه ناوگان پلی‌پرخون در هلسپونت استفاده کرد. در یک نبرد دو روزه در نزدیکی بیزانس، نیکانور و آنتیگون ناوگان پلی‌پرخون را نابود کردند. سپس، پس از حل و فصل امور خود در غرب آناتولی ، آنتیگون در راس لشکری بزرگ علیه ائومنس لشکرکشی کرد. ائومنس با عجله از فنیقیه خارج شد و ارتش خود را به سمت شرق پیش برد تا در استان‌های شرقی نیرو جمع کند. او در این امر موفق بود. بیشتر ساتراپ‌های شرقی (هنگامی که او به شوش رسید) بیش از دو برابر ارتش او به او پیوستند. آنها در سراسر بین‌النهرین، بابل، شوش و ماد به جنگ و مقابله باهم رفتند تا اینکه در دشتی در کشور پارتاکن در جنوب ماد با یکدیگر روبرو شدند. در آنجا آنها نبرد بزرگی (نبرد پارتاکن) کردند که بدون نتیجه پایان یافت. سال بعد (۳۱۵) آنها نبرد بزرگ اما بی‌نتیجه دیگری (نبرد گابین) را انجام دادند که طی آن برخی از سربازان آنتیگون اردوگاه دشمن را غارت کردند. آنتیگون با استفاده از این غارت به عنوان یک ابزار چانه زنی، به آگیراسپیدها رشوه داد تا این‌که آن‌ها ائومنس را دستگیر و تحویل دادند. آنتیگون ائومنس و چند افسرش را اعدام کرد. با مرگ ائومنس، جنگ در بخش شرقی امپراتوری پایان یافت.
آنتیگون و کاساندر در جنگ پیروز شده بودند. آنتیگون اکنون آسیای صغیر و استان‌های شرقی، کاساندر، مقدونیه و بخش‌های وسیعی از یونان، لوسیماخوس تراکیه و بطلمیوس، مصر، سوریه، سیرنه و قبرس را کنترل می‌کرد. دشمنان آنها یا مرده بودند یا به‌طور جدی قدرت و نفوذ خود را از دست دادند.

## نتایج
جنگ، توازن قوا را به حدی تغییر داده بود که آنتیگون می‌توانست تهدیدی برای هر یک یا همه دیادوخوی‌های دیگر باشد. این باعث شد که کاساندر، بطلمیوس (به همراه سلوکوس) و لوسیماخوس علیه او در جنگ سوم دیادوخوی متحد شوند. مناطقی که اکنون تحت کنترل آنتیگون قرار داشتند، بعدها اساس امپراتوری سلوکی را تشکیل دادند.